# Wooden spoon
Der Wooden spoon (dt. Holzlöffel) ist eine scherzhafte Auszeichnung für eine Person oder eine Mannschaft, die den letzten Platz in einem Sportwettbewerb belegt hat. Anwendung findet der Wooden spoon unter anderem in den Sportarten Rugby Union, Rugby League und Australian Football in Australien und Neuseeland.

## Ursprung

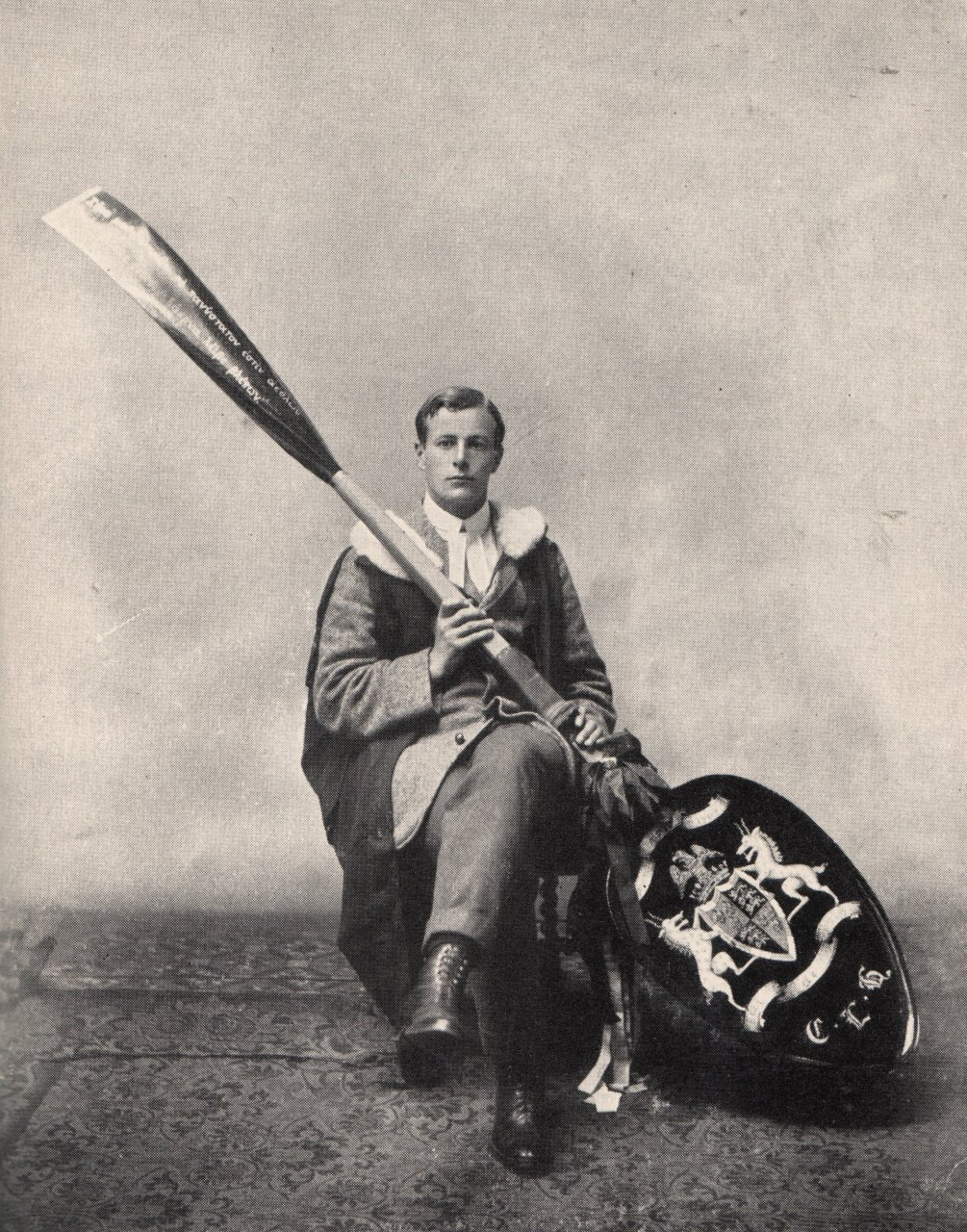
Wooden Spoon an der University of Cambridge im Jahr 1909

Die Idee des Wooden spoon wurde an der Universität Cambridge geboren, wo dem Studenten, der in seinem Examen die niedrigste Punktzahl erlangte, aber dennoch einen Abschluss erreichte, von seinen Kommilitonen scherzhaft ein hölzerner Löffel überreicht wurde. Im Laufe der Jahre wurde die „Trophäe“ immer größer und war schließlich über einen Meter lang. 1909 wurde in Cambridge letztmals ein Wooden spoon vergeben.
Wie diese „Auszeichnung“ Einzug in die Sportwelt erhielt, ist nicht vollständig geklärt. Wahrscheinlich wurde der Wooden spoon von Cambridge-Absolventen, die als Rugbyspieler aktiv waren, für das bedeutende Home-Nations-Turnier übernommen und gelangte von dort aus nach Australien und Neuseeland.

## Heutige Verwendung
In nahezu allen bedeutenden Sportligen Australiens und Neuseelands, darunter die National Rugby League, Australian Football League, A-League, Big Bash League, Super Rugby und der ITM Cup, wird am Saisonende ein Wooden spoon an den Tabellenletzten überreicht. Die meisten Holzlöffel sammelte bisher das AFL-Team der St Kilda Saints (27).